# Ünlendi, Tuzluca
Ünlendi là một xã thuộc huyện Tuzluca, tỉnh Iğdır, Thổ Nhĩ Kỳ. Dân số thời điểm năm 2011 là 176 người.